# Benjamin Wilson (Buchdrucker)

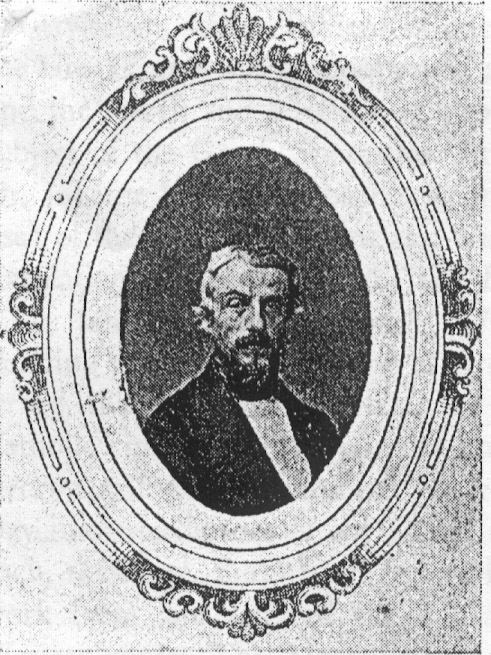
Benjamin Wilson

Benjamin Wilson (* 1817 in Halifax; † 8. Mai 1900) war ein Buchdrucker, Bibelübersetzer und Mitbegründer der Church of God of the Abrahamic Faith (heute: Church of God General Conference).

## Leben und Wirken
Wilson wurde vermutlich 1817 in Halifax in England geboren, ließ sich als Buchdrucker ausbilden und übersiedelte 1844 mit seinem Bruder James nach Nordamerika, wo er sich zunächst in Geneva im US-amerikanischen Bundesstaat Illinois ansiedelte, wo er eine Druckerei betrieb und als Herausgeber der örtlichen Tageszeitung wirkte. Später zogen noch weiter Mitglieder seiner Familie nach. Wilson und seine Familie waren Baptisten, konvertierten aber 1840 zu der Restaurationsbewegung unter Alexander Campbell. Später entfernte sich Wilson theologisch von der Bewegung um Campbell und wandte sich John Thomas zu, der sich zuvor ebenfalls zuvor von der Bewegung um Campbell entfernt hatte. Beide teilten den Glauben an die Wiederherstellung Israels in Erfüllung der Versprechen Gottes an Abraham, waren Vertreter der Ganztodtheorie und lehnten die Vorstellungen einer Trinität und Präexistenz Christi ab. Seit 1846 standen beide in postalischem Austausch, 1856 trafen sich beide schließlich erstmals und arbeiteten seitdem eng zusammen. Thomas und Wilson standen auch in Verbindung mit Joseph Marsh, einem früheren Prediger der nach William Miller benannten adventistischen Bewegung der Milleriten, die die Wiederkehr Jesu für das Jahr 1844 verkündet hatte. Wilson war zwischen 1855 und 1869 Herausgeber der Zeitschrift Gospel Banner, die später mit der Zeitschrift seines Neffen Thomas Wilson Herald of the Coming Kingdom zusammengelegt wurde und später in The Restitution umbenannt wurde. Zudem gab er eine Reihe von Büchern und Pamphleten heraus. Die Beziehung zwischen Thomas und Wilson hielt bis etwa 1862, als sich zwischen beiden ein Disput über die Auslegung des Passuses auferstehen unverweslich im Ersten Korintherbrief (1. Korinther 15,52 ) und seine Übereinstimmung mit Passagen im Römerbrief (Römer 14,10 ) und Zweiten Korintherbrief (2. Korinther 5,10 ) entwickelte. Wilson war unter Verweis auf 1. Kor. 15,52 der Ansicht, dass die verstorbenen Gerechten vor ihrer Unsterblichkeit nicht noch einem Gericht zugeführt werden würden (universale Auferstehung). Dem widersprach Thomas unter Verweis auf Römer 14,10 und 2. Kor. 5,10. Die Kontroverse wurde später als Immortal Emergence (etwa Entstehung der Unsterblichen) bekannt. Ein weiterer theologischer Disput bestand mit Marsh, der (anders als Thomas und Wilson) das Erfordernis einer erneuten (Glaubens-)Taufe für die Gemeinde und die Teilnahme am Abendmahl als nicht substanziell ansah. Die unter ihnen gebildeten Gemeinschaften entwickelten sich in Folge auseinander. Die Gemeinden unter Thomas nannten sich ab etwa 1864/1865 Christadelphian (griechisch für Brüder in Christus), die Gemeinden unter Wilson nutzen den gemeinsamen Namen Church of God of the Abrahamic Faith (≈Gemeinde Gottes des Abrahamitischen Glaubens, heute Church of God General Conference). Dies war nach dem Ausbruch des Amerikanischen Bürgerkrieges 1861 auch erforderlich, da allein diejenigen, die einer anerkannten religiösen Gruppe angehörten, eine Ausnahme vom Militärdienst erhielten. Die von Wilson mitbegründeten Gemeinden zeichnen sich durch die täuferische (Ablehnung der Kindertaufe), adventistische (Hoffnung auf die nahe Widerkunft Jesu), unitarische (Ablehnung der Trinität und der Präexistenz Christi), kongregationalistische (Gemeindeautonomie) und christlich-pazifistische (Ablehnung der Militärdienstes) Positionen aus und stehen bis heute den Christadelphian nahe. 1865 publizierte Wilson eine zweisprachige interlineare griechisch-englische Bibelübersetzung, die im englischen Sprachraum als Emphatic Diaglott bekannt wurde.